# Grabówki (województwo lubelskie)
Grabówki (d. Rąblów-Kolonia) – wieś w Polsce położona w województwie lubelskim, w powiecie puławskim, w gminie Wąwolnica.
W latach 1975–1998 miejscowość należała administracyjnie do ówczesnego województwa lubelskiego.
Wieś stanowi sołectwo gminy Wąwolnica. Według Narodowego Spisu Powszechnego z roku 2011 wieś liczyła 97 mieszkańców.
Wieś leży w otulinie Kazimierskiego Parku Krajobrazowego.
Wieś jest siedzibą rzymskokatolickiej parafii Najświętszej Maryi Panny Matki Kościoła. Tutejszy kościół parafialny jest murowany, wzniesiono go w latach 1981–1984.

## Części wsi
| SIMC    | Nazwa     | Rodzaj    |
| ------- | --------- | --------- |
| 0999251 | Łyse Góry | część wsi |